# 5126 Achaemenides
5126 Achaemenides è un asteroide troiano di Giove del campo greco. Scoperto nel 1989, presenta un'orbita caratterizzata da un semiasse maggiore pari a 5,2424083 UA e da un'eccentricità di 0,0247823, inclinata di 29,86317° rispetto all'eclittica.
L'asteroide è dedicato a Achemenide, compagno di Ulisse, abbandonato sull'isola dei Ciclopi e poi salvato da Enea.